# هزاره چهاردسته
هزاره چهار دسته یکی از قبایل هزاره‌های ساکن در افغانستان است.
هزاره‌های چهار دسته نوادگان تمکی، دوکه، شاکی و سعیدی فعلاً ساکنان اصلی مناطق تمکی، گلکوه، نای قلعه، گاومرده، دیبودی و شاکی ولسوالی قره باغ ولایت غزنی افغانستان هستند. سه برادر (تمکی، دوکه و شاکی) از همسر دوم و سه برادر (محمد خواجه، امیرولی و سعیدی) از همسر اول سیف الدین خان بودند. پدر کلان سیف الدین خان، برلاس خان رئیس قبیلهٔ برلاس بود.
امیر سیف الدین خان در پایان عمر خود و در اوایل سال ۱۴۰۰ میلادی قلمرو خود را در میان شش فرزند خود تقسیم نمود که به چهار فرزند خود (تمکی، دوکه، شاکی و سعیدی) مناطق تمکی، گلکوه، نای قلعه، گاومرده، ده بدی و شاکی و … را تسلیم نمود و مناطق قره چه، جنگلک، قلوچ، قلیاقول، اغذیر، سراب، بهبود، آیین، جمال و … به دو فرزند بزرگ خود (محمد خواجه و امیرولی) تسلیم نمود.
از چهره‌های تأثیرگذار علمی، فرهنگی، اجتماعی، سیاسی دو قوم محمد خواجه و چهاردسته می‌توان از افراد زیر نام برد:
محمود جعفری ، امیر خزر خان، شاهوخان، گلستان خان، غلام حسین خان، محمد حسین خان پدر فیضو خان، سردار عظیم بیگ، محمد خواجه، ملا فیض‌محمد کاتب، محسن تحصیلدار گلکوه، محمدالله خان حکمران، احمد علی خان کرنیل، وکیل موسی خان، ولد ملیک رمضان، آیت‌الله شیخ عزیزالله، آیت‌الله اوحدی قولیاقول، ملک صفدر، محمدعلی سرابی، وکیل محمد بخش خادم، داکترعبدالواحد سرابی، انجینر لعل محمد، ناصرخان، شیخ خداداد ادیب قره چه، میرزا عزیزالله، ملک حسین واغ ناهور، ارباب رمضان گاومرده، حاجی میرزا حسین گلکوه، وکیل غلام حیدر، شیخ محمدعلی گلکوه، نبی گدام دار، ملیک سرور چونی، ملک امین، ملک علی بابا شاهو، ملک میرزا محمد، ملک عوض، ملک چمن کربلای، کربلای حسین بهرام، ملک جمعه علی از بهای ناهور، وکیل عبدالعلی، ملک جمعه علی، ملک انور جان، ملک نظرعلی، ملک طاهر سرابی، وکیل محمد بخش نای قلعه، ملک بازعلی نای قلعه، میرزا ناصر نای قلعه، ملک قایید گلکوه، ملک میرزا حسین گلکوه، میرزا غلامعلی گلکوه، وکیل حاجی محمد رضا خان میلور، انجنیر علیخان نبی زاده تمکی، ترجمان محمد حسین تمکی، وکیل باز محمد تمکی، محسن مهتر تمکی، عبدور مهتر تمکی، حاجی صفر طاقچین، ملک محمد امین گیروی طاقچین، حسین کاتب، وکیل خدابخش، وکیل علی رضا تمکی، ملک غلام علی تمکی، ارباب رمضان تمکی ناله، کربلای طلا، ملا عسکر علی تمکی، شیخ محمد هاشیم سعیدی تمکی، ارباب غلام رضا قانی تمکی، رئیس عبدالله نای قلعه، ملک محی الدین اختیاری سرابی، ملک رمضان سرابی، ملک شریف، ملک قمبر سرابی، رئیس اسود، ملا عبدالصمد قریه ناهور، میرزا حسین علی شاکی نوکه، نعیم ده بدی، ملک شریف سرابی، حاجی غلام حسین زردآلو، محمدالله خان زردآلو و محمد نعیم گاو مرده. کربلایی علی دریاب و زوار نبی و محمد حسن کهنه ده قلوچ- آیت الله روشن علی شریفی قلوچ - حاجی ملیک اصغیر- حاجی علی مجید محمدی اصغیر.
شجره نامه محمد حسن قلوچ فرزند محمد خواجه
محمد حسن-محمد جان - قاسم - ترک علی- نور محمد - بهادر- قلندر- ملوک- بهلول- امیر محمد خواجه
شجره نامه یکی از بزرگان گلکوه از هزاره‌های چهاردسته:
محسن تحصیلدار- ترک علی - رحیم علی - بهادر- لعل محمد - دوکه - سیف الدین خان - جاکو خان - بیگ برلاس خان - برغای خان - توفنجای خان